# Liste de points extrêmes de la Nouvelle-Calédonie
Voici une liste des points extrêmes de la Nouvelle-Calédonie

## Lieux Habités
- Nord : Bélep 19° 32′ 27″ S, 163° 34′ 27″ E
- Sud : Île des Pins 22° 40′ 27″ S, 167° 29′ 30″ E
- Ouest : Bélep 19° 32′ 27″ S, 163° 34′ 27″ E
- Est : Maré 21° 31′ 00″ S, 167° 59′ 00″ E

## Totalité de l'archipel
- Nord : Atoll de Huon 18° 02′ 17″ S, 162° 57′ 35″ E
- Sud : Île des Pins 22° 40′ 27″ S, 167° 29′ 30″ E
- Ouest : Îlots Avon 19° 31′ 24″ S, 158° 14′ 49″ E
- Est :  Île Hunter 22° 23′ 45″ S, 172° 05′ 10″ E

## Carte
| \| Bélep Île des Pins Maré Atoll de Huon Îlots Avon Île Hunter \| Localisation des points extrêmes de la Nouvelle-Calédonie |
| Bélep Île des Pins Maré Atoll de Huon Îlots Avon Île Hunter                                                                 |